# 1310
سنة 1310 كانت سنة بسيطة تبدأ يوم الخميس (الرابط يظهر نموذج التقويم الكامل للسنة) من التقويم اليولياني.

## أحداث
- يناير: نهاية حصار الجزيرة الخضراء والذي بدأ في يوليو 1309.

## مواليد
- أوربان الخامس
- إليانور دي غوزمان
- ابن حبيب الحلبي أديب وفقيه شامي
- خوان فرنانديز (كاتب)
- فريدرش الثاني

## وفيات
- أرنولفو دي كامبيو
- السيد أبو الحسن طالقاني.[3]